# فرودگاه ایندین کریک یواس‌اف‌اس
فرودگاه ایندین کریک یواس‌اف‌اس (به انگلیسی: Indian Creek USFS Airport) یک فرودگاه همگانی بهره‌برداری هوایی است که یک باند فرود خاک دارد و طول باند آن ۱۴۱۷ متر است. این فرودگاه در کشور ایالات متحده آمریکا قرار دارد و در ارتفاع ۱۴۳۳ متری از سطح دریا واقع شده‌است.